# ان‌جی‌سی ۴۸۶۱
ان‌جی‌سی ۴۸۶۱ (انگلیسی: NGC 4861) نام یک کهکشان در صورت فلکی تازی‌ها است.